# Kedistan

Kedistan (littéralement « Pays des chats ») est un webmagazine d'information sur le Moyen-Orient, et particulièrement la Turquie et le Kurdistan. Il a été créé le 1er octobre 2014.

## Origine du titre
Le nom Kedistan fait référence au mot « kedi », « chat » en turc, complété du suffixe « stan »  « pays » (en kurde). Le terme fait également allusion au fait que la Mésopotamie, région à laquelle le magazine s'intéresse, fut, en tant que berceau de l'humanité et de l'agriculture, à l'origine de l'apprivoisement du chat. Dans le même ordre d'idées, le slogan du magazine est d'ailleurs « Le petit magazine qui ne se laisse pas caresser dans le sens du poil ». Naz Oke, fondatrice et rédactrice en chef du magazine, d'origine turque mais installée en France depuis une trentaine d'années, justifie aussi le choix du mot « kedi » en soulignant que « le chat n’a pas de frontières et que l’on est tous des chats de gouttière ».

## Objectifs du magazine et fonctionnement
Avec l'objectif de rendre intelligible des réalités complexes, au cœur de conflits régionaux aux retentissements et conséquences transnationales, Kedistan fut lancé à l'origine pour pallier un déficit d'informations suivies, principalement sur la Turquie, sa courte histoire en tant que République, et sa mosaïque de peuples, riche de cultures niées ou oppressées. Ses journalistes et auteurs furent très rapidement amenés à écrire sur l'actualité d'un état de guerre et d'un état d'urgence, et à en documenter les violations des droits humains quotidiennes contre les minorités en général, y compris les LGBTI, les femmes, et l'opposition politique, intellectuelle, artistique, ou sociale.
Le magazine est une plateforme de publication, qui met en ligne des analyses, des articles originaux d'auteurs et journalistes, des traductions, des films et vidéos. Il utilise le multimédia et les capacités d'archivage consultable d'informations et d'analyses. Il se consulte donc comme un site d'actualité et comme une banque d'articles consultables à son gré.
Multilingue, le site publie des articles en français, anglais, turc, espagnol et kurde.
La mise en ligne du magazine se situe en Pays de Loire.
Financé par souscription, il est gratuit et sans publicité. Tous les auteurs, graphistes, vidéastes, webmasters, en sont bénévoles.

## Engagement politique
Kedistan promeut des campagnes de soutien contre les atteintes à la liberté de pensée et d'expression sous toutes ses formes et documente ces atteintes aux droits en Turquie. Cela a amené le magazine à être très actif en 2016 et 2017 pour soutenir la romancière et écrivaine Aslı Erdoğan, menacée de prison à vie. De même aujourd'hui, le magazine Kedistan soutient-il une consœur journaliste et artiste kurde, Zehra Doğan,, avec laquelle des liens avaient été tissés dès 2015. Il a contribué à l'évasion de ses œuvres picturales de Turquie et en organise aujourd'hui l'exposition en Europe, pour faire connaître la situation d'emprisonnement de l'artiste, le contexte général de la répression qui l'a conduite vers une incarcération, et sa parole collective.
Le magazine est aujourd'hui particulièrement solidaire des luttes du mouvement kurde pour son autodétermination, avec la distance critique qui s'impose à un média. Il s'inscrit intellectuellement dans le courant de pensée de l'Ecologie Sociale et Libertaire, initié par Murray Bookchin.